# Musée d'histoire naturelle et des sciences du Nouveau-Mexique
Le Musée d'histoire naturelle et des sciences du Nouveau-Mexique est un musée fondé en 1986 situé au 1801 Mountain Road NW à Albuquerque au Nouveau-Mexique. Le musée a comme mission de préserver et d'interpréter l'héritage naturelle et scientifique de la région à travers ses collections, ses recherches, ses expositions et ses programmes. Le musée est agréé par l'Association Américaine des Musées. Le « Lockheed Martin DynaTheather » (un théâtre à écran géant, similaire à IMAX).

## Expositions
Le Musée d'histoire naturelle et des sciences du Nouveau-Mexique a des expositions permanentes, temporaires ainsi que des expositions virtuelles. Deux étages de galeries d'exposition dédiées à l'astronomie et l'exploration spatiale.

### Expositions permanentes
- Time Tracks: a walk though time (Voyage dans le temps) - exposition principale proposant un voyage à travers des milliards d'années afin d'explorer l'histoire naturelle du Nouveau Mexique, depuis la conception de l'univers, jusqu'à nos jours[1].
- Emergence[1] (Émergence)
- The Bisti Beast[1]
- The Hall of the Stars[1] (La salle des étoiles)
- Entrance dinosaurs[1] (L'arrivée des dinosaures)
- The naturalist center[1]
- Fossilworks[1]
- Kiwanis Learning garden[1]

### Expositions temporaires
- Chocolate: The Exhibition[2] (Chocolat, l'exposition)
- Mars: Science and culture[2] (Mars: Science et culture)
- Back to bones[2] (Retour aux os)

### Expositions virtuelles
- Virtual tour- Sayaka Ganz: Reclaimed Creations (Visite virtuelle-Sayaka Ganz, créations réclamées)[3]
- The new tree of life[3] (Le nouvel arbre de la vie)
- Growing green goop[3] (Faire pousser de la glu verte)
- New Mexico, The tyrannosaur state[3] (Le Nouveau-Mexique, l'état du tyrannosaure)
- New Mexico, Living landscapes[3] (Le Nouveau-Mexique, Paysages vivants)
- The volcanoes of New Mexico[3] (Les volcans du Nouveau-Mexique)